# بلوط همیشه‌سبز
بلوط همیشه‌سبز (نام علمی: Quercus ilex) درختی است از تیره راشیان که میوهٔ آن بلوط است. این درخت دارای برگ‌های درخشان و دندانه‌ای است و در سواحل مدیترانهٔ شرقی کشت می‌شود.
این درخت در قدیم سِندیان، درخت هندیان، بُلاخ، و بَلْخ نیز نامیده می‌شد.

## ویژگی‌ها

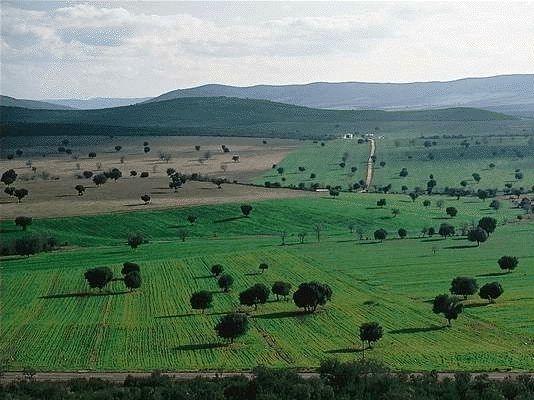
مرتعی پر از درخت بلوط همیشه‌سبز

بلوط همیشه‌سبز دارای برگ‌های کشیده و بدون دندانه می‌باشد و می‌توان آن را به صورت درختچه نیز تربیت نمود. از این نوع بلوط می‌توان به عنوان پرچین استفاده کرد، چون هرس شدید را به خوبی تحمّل می‌کند.
این نوع بلوط به آب کمی نیاز دارد و شرایط کم‌آبی را می‌تواند به خوبی تحمل کند. ارتفاع آن در صورت وجود آب و تغذیه مناسب به ۳۰ متر هم می‌رسد و عمری تا ۱۰۰۰ سال دارد. قطر تاج آن تا ۳۰ متر می‌شود. سنجاب‌ها و نوعی زاغ نیز تکثیرکننده طبیعی این درخت هستند.
بیشتر زیبایی این درخت مربوط به حالت رشد آن است و می‌توان رابه عنوان سایبان، تک درخت، سطح چمن و جهت کنترل فرسایش خاک درفضای سبزکاشت نمود. بلوط، درختی بزرگ و گسترده است و بهتر است در مناطق وسیع کاشته شود.